# Braina
Brainë en albanais et Braina en serbe latin (en serbe cyrillique : Браина) est une localité du Kosovo située dans la commune/municipalité de Podujevë/Podujevo, district de Pristina (Kosovo) ou district de Kosovo (Serbie). Selon le recensement kosovar de 2011, elle compte 268 habitants, tous albanais.

## Histoire
Les ruines de l'église de la Mère-de-Dieu remontent à l'Antiquité tardive et au Moyen Âge ; mentionnées par l'Académie serbe des sciences et des arts, elles sont inscrites sur la liste des monuments culturels du Kosovo.

## Démographie

### Évolution historique de la population dans la localité
| 1948 | 1953 | 1961  | 1971  | 1981  | 1991  | 2011 |
| ---- | ---- | ----- | ----- | ----- | ----- | ---- |
| 839  | 917  | 1 038 | 1 138 | 1 215 | 1 259 | 268  |

|  |